# Albert Pick
Albert Pick (15 de mayo de 1922, Colonia - 22 de noviembre de 2015, Garmisch-Partenkirchen) fue un numismático alemán especializado en notafilia (el estudio del papel moneda). Realizó estudios de filosofía, literatura e historia, llegando a ser director de una editorial en 1964. En 1974, escribió el «Standard Catalog of World Paper Money», que constituye el primer catálogo de billetes.

## Biografía
Albert Pick empezó a coleccionar billetes y notgeld a partir de los ocho años, llegando a poseer -siendo ya mayor- unos 180 000 billetes de todo el mundo. Su extensa colección fue posteriormente acogida por la institución financiera «Bayerische Hypotheken-und Wechselbank» (actualmente HypoVereinsbank). Pick continuó expandiéndola más aún entre 1964 y 1985, como curador al servicio del banco, asimismo, creó el sistema de clasificación de billetes que lleva su nombre.

## Sistema de identificación de Pick
Es un sistema creado por Albert Pick para catalogar los diferentes billetes de las naciones del mundo.
El sistema de Pick emplea la letra «P» para billetes regulares, «PS» para billetes y cheques emitidos por bancos privados, «PM» para billetes y vales militares, «PR» para el papel moneda emitido por administraciones regionales, y «CS» para emisiones de coleccionistas (conmemorativas).
Por ejemplo, una emisión de Pakistán de 10 Rupias de 1983, tendrá la numeración P39. Si un billete tuviera alguna variante, como diferentes firmas, impresores, fechas u otros, llevará una letra minúscula al final (a, b, c, etc.). Por ejemplo, la denominación de 500 soles del Perú, tendrá la numeración P80a si su fecha de emisión fuera en 1956 o 1957, P80b si se hubiera emitido en 1959 o 1961, y P80s si fuese una muestra (Specimen).

## Libros
Pick, además de su famoso catálogo de papel moneda, ha publicado numerosos libros y ha obtenido diversos premios internacionales por sus trabajos.
- Das Buch vom Geld (1959).
- Handbuch für Sammler und Liebhaber (1967)
- Briefmarkengeld (1970)
- Papiergeld sammeln (1971)
- Standard Catalog of World Paper Money (1974)
- Papiergeld Lexikon (1978)
- Kleingeldscheine 1916-1922 in: Das deutsche Notgeld (1979)
- Papiergeld-Spezialkatalog Deutschland 1874–1980 (1982)